# موظف الاستقبال والإرشاد
موظف الإرشاد (
تنطق بالفرنسية: [kɔ̃sjɛʁʒ]

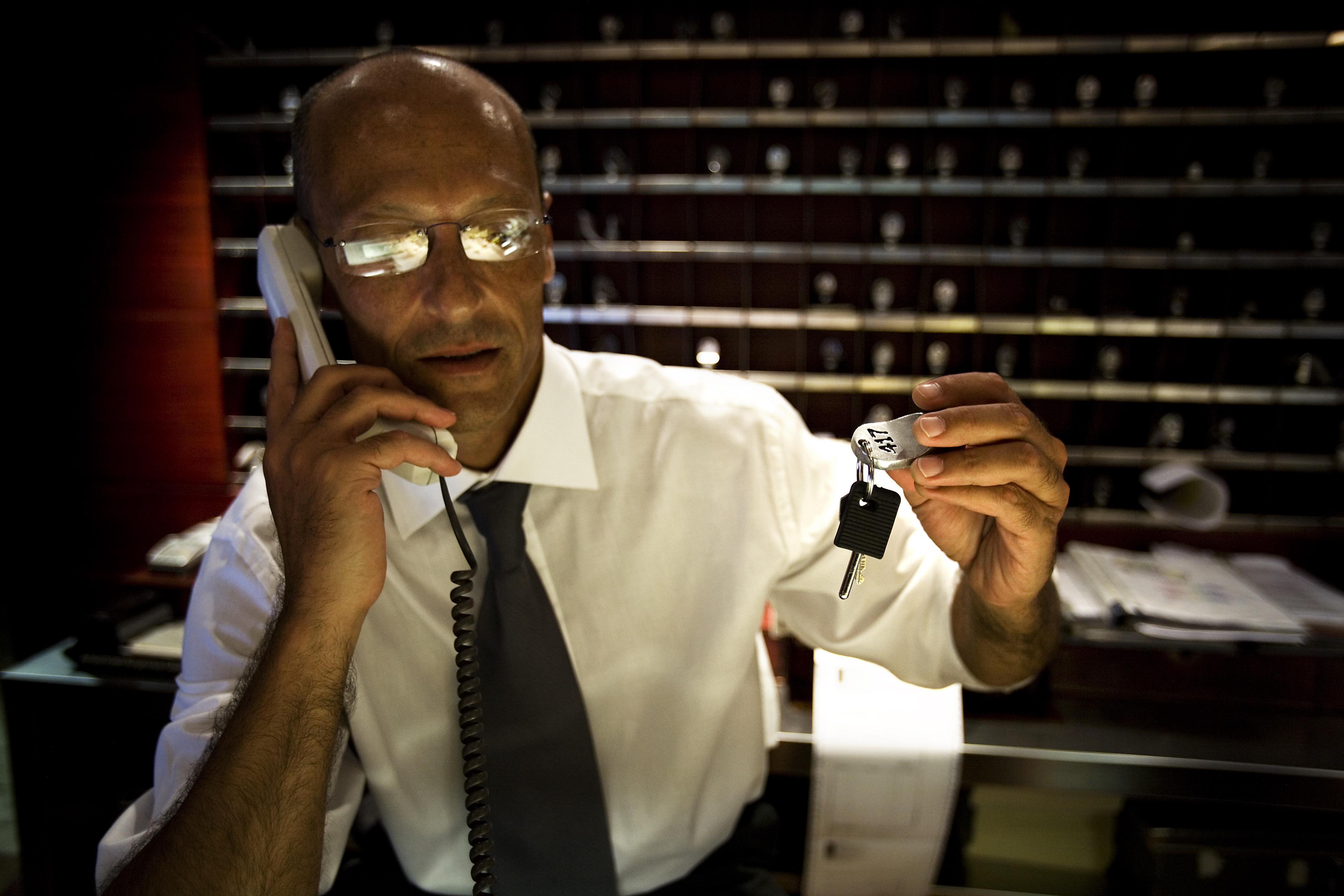
موظف الإرشاد في فندق

) هو موظف داخل مبنى سكني أو فندق أو مطار أو مبني إداري. الآن بعض شركات بطاقات الائتمان تقوم على نحو متزايد بتقديم خدمات نشابهه للعملاء ذوي الدخل المرتفع. موظف الإرشاد قد يكون أيضا بمثابة شخصية مدير لنمط الحياة أو مساعد شخصي .

## وصلات خارجية
- الدولي بواب وإدارة أنماط الحياة الرابطة
- Les Clefs D'or الولايات المتحدة الأمريكية, جزء الدولية Les Clefs D'or ("مفاتيح الذهبي") رابطة المحترفين
- الوطنية الناطور جمعية
- American Hotel & إقامة مؤسسة تعليمية
- اليخوت الصفحات